# Sindrome di Laurence-Moon
La  sindrome di Laurence-Moon  è in campo medico, una condizione autosomica recessiva, in passato conglobata con la definizione di sindrome di Laurence-Moon-Biedl fino agl ultimi anni del XX secolo dove si sono scoperte piccole differenze, soprattutto per quanto riguarda le manifestazioni cliniche che hanno diviso i due gruppi, tuttavia ancora oggi alcuni studiosi lo nominano in tal modo.

## Epidemiologia
La sua incidenza comprende i bambini di entrambi i sessi intorno alla prima decade di vita.

## Sintomatologia
I sintomi e o segni clinici che si manifestano comprendono retinite pigmentosa,  ritardo mentale, difficoltà nel linguaggio, ipogenitalismo, si sono manifestati anche casi di atresia vaginale, atassia e paraplegia spastica. Ciò che lo differenzia dall'altra sindrome è l'assenza di altri sintomi come la polidattilia, obesità e anomalie ai reni.

## Eziologia
La malattia è trasmessa geneticamente, fin dalla nascita si riscontra ipogenitalismo, dovuto ad ipogonadismo ipogonadotropo.

## Terapia
Il trattamento mira a curare i sintomi perché attualmente la malattia in sé non è curabile.